# Zero-One Others: Kamen Rider Vulcan and Valkyrie
Série Kamen Rider Zero-One
Zero-One Others
Zero-One Others: Kamen Rider MetsubouJinrai Kamen Rider Genms -The Presidents-
Pour plus de détails, voir Fiche technique et Distribution.

Zero-One Others: Kamen Rider Vulcan and Valkyrie (ゼロワン Others 仮面ライダーバルカン&バルキリー, Zerowan Azāzu: Kamen Raidā Barukan Ando Barukirī) est un film japonais de type tokusatsu V-Cinema dérivé de Kamen Rider Zero-One sorti en 2021. Il se concentre sur les Kamen Riders Vulcan et Valkyrie qui tentent d'empêcher Kamen Rider MetsubouJinrai de faire entrer l'humanité dans une nouvelle ère d'agonie et de désespoir.
Il est le 2e film de la série de films Zero-One Others, faisant suite au précédent film, Kamen Rider MetsubouJinrai.
Le film sortira le 27 août 2021 dans les salles de cinéma japonaises et le 10 novembre 2021 en Blu-Ray/DVD,.

## Synopsis
Shigeru Daimonji, le secrétaire à la Défense nationale du Japon, a ordonné à Yua Yaiba/Kamen Rider Valkyrie d'éliminer Kamen Rider MetsubouJinrai. Alors qu'elle hésite à agir selon cette directive, le Kamen Rider lui-même s'en prend à Valkyrie. Pendant ce temps, les anciens Solds tentent de découvrir la liberté pour la première fois sans ZAIA Enterprise, tout en s'engageant dans une guerre totale contre l'A.I.M.S.. Isamu Fuwa/Kamen Rider Vulcan, qui a personnellement assisté à la naissance du Kamen Rider MetsubouJinrai, enquête pour découvrir leur véritable objectif. 
Quel est le destin de Yua, qui agit selon sa propre justice en refusant de combattre à la fois Kamen Rider MetsubouJinrai, les Solds, et Isamu qui est déterminé à accomplir sa dernière mission en tant que Kamen Rider Vulcan ?

## Distribution
- Isamu Fuwa (不破 諫, Fuwa Isamu?): Ryutaro Okada (岡田 龍太郎, Okada Ryūtarō?)
- Yua Yaiba (刃 唯阿, Yaiba Yua?): Hiroe Igeta (井桁 弘恵, Igeta Hiroe?)
- Gai Amatsu (天津 垓, Amatsu Gai?): Nachi Sakuragi (桜木 那智, Sakuragi Nachi?)
- Is (イズ, Izu?): Noa Tsurushima (鶴嶋 乃愛, Tsurushima Noa?)
- Aruto Hiden (飛電 或人, Hiden Aruto?): Fumiya Takahashi (高橋 文哉, Takahashi Fumiya?)
- Sold9 (ソルド9, Sorudo Nain?):  Ken Sugawara (菅原 健, Sugawara Ken?)
- Sold20 (ソルド20, Sorudo Twentī?):  Yui Narumi (鳴海 唯, Narumi Yui?)
- Sold404 (ソルド404, Sorudo Fō Ō Fō?):  Ami 201 (阿見 201, Ami Nīmaruichi?)
- Shigeru Daimonji (大門寺 茂, Daimonji Shigeru?):  Kazuyuki Aijima (相島 一之, Aijima Kazuyuki?)
- Kamen Rider MetsubouJinrai (仮面ライダー滅亡迅雷 (声), Kamen Raidā MetsubōJinrai?), voix:  Maynard Plant (メイナード・プラント, Meinādo Puranto?),  Blaise Plant (ブレイズ・プラント, Bureizu Puranto?)